# Friedrich Friese III

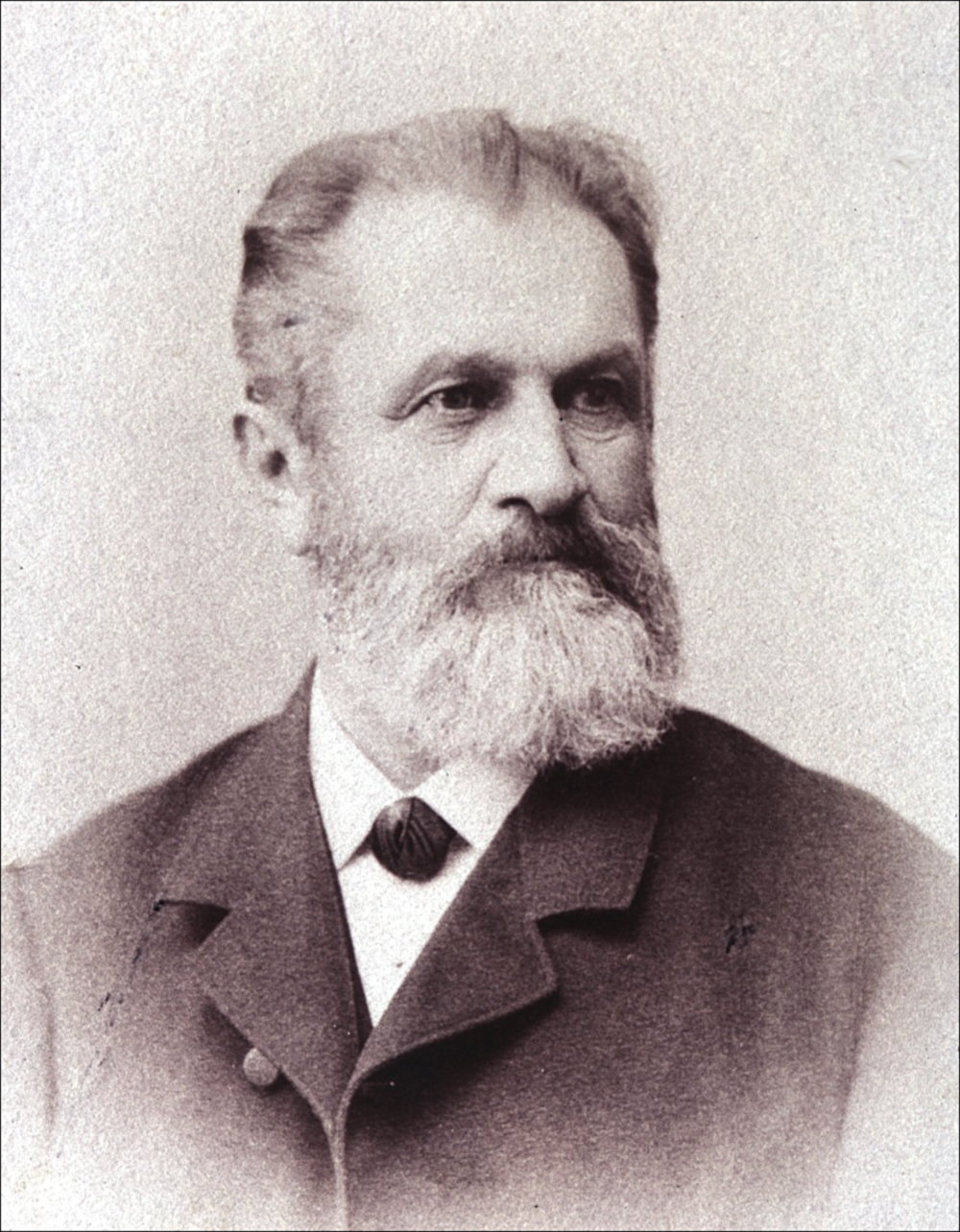
Friedrich Friese (1889)

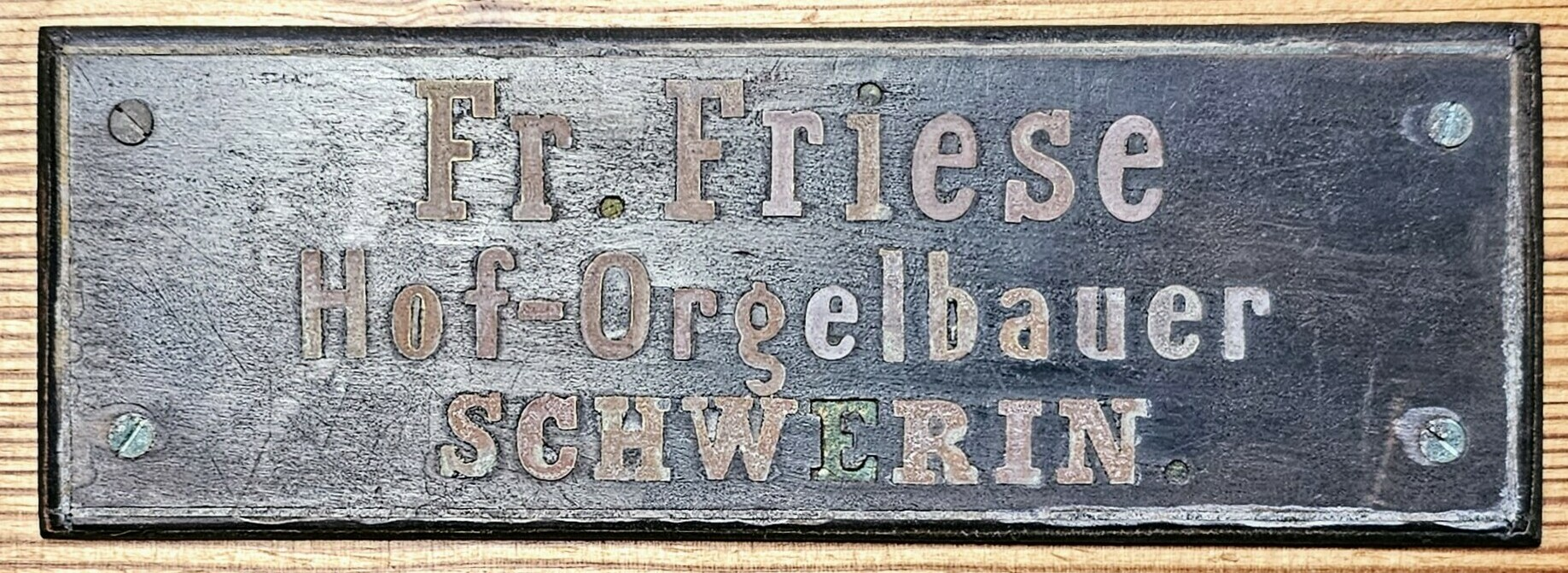
Erbauerschild in Diedrichshagen

Friedrich Ludwig Theodor Friese, genannt (Friedrich) Friese III (* 18. April 1827 in Schwerin; † 13. Januar 1896 ebenda), war ein deutscher Orgelbauer. Durch sein Schaffen wurde die Orgelbauwerkstatt Friese zur bedeutendsten in Mecklenburg in der zweiten Hälfte des 19. Jahrhunderts.

## Leben
Friedrich Friese wurde 1827 als Sohn des Organisten und Orgelbauers Friedrich Friese (II) in Schwerin geboren. Nach seiner Orgelbauerlehre in der väterlichen Werkstatt, begonnen 1843, begab er sich auf Wanderschaft: Er arbeitete ab 1850 fast zwei Jahre lang beim Berliner Orgelbauer Carl August Buchholz und anschließend bis 1854 bei Aristide Cavaillé-Coll in Paris. Nach seiner Rückkehr 1854 übernahm er 1856 den väterlichen Betrieb. Im gleichen Jahr heiratete er Maria Müller (1836–1880). Aus dieser ersten Ehe gingen 3 Kinder hervor, u. a. sein Sohn Heinrich Friese (1860–1948), der zwar auch eine Orgelbauerlehre machte, jedoch später, nach seinem Zoologie-Studium, als Biologe und Bienenforscher bekannt wurde. Durch seine Erfahrungen vor der Übernahme der Werkstatt in der Kirchenstraße 1 gab Friedrich Friese III dem mecklenburgischen Orgelbau neue Impulse. Friedrich Drese schreibt anlässlich der Restaurierung der Orgel in der Ludwigsluster Stadtkirche: „Friese III gehört zu einer neuen Orgelbaugeneration, die die Instrumente für die romantischen Kompositionen schafft. Der Klang der Orgeln ist kräftig, natürlich grundtönig und der große Bestand von Holzpfeifen gibt ihnen Weichheit, etwas Weich-Verschwimmendes sogar. Interessant ist der Bau der Trompete in der Bauweise Andreas Silbermanns.“
Wie sein Vater besaß auch Friedrich Friese III das Großherzogliche Orgelbauprivileg. So waren ihm die öffentlichen Aufträge der Patronatsherrschaften sicher. Großherzog Friedrich Franz II., der den Kirchenbau mit neuen oder restaurierten Orgeln besonders förderte, ernannte 1873 Friedrich Friese III für seine Verdienste zum Hoforgelbauer. In einem Punkt blieb er konservativ: Er baute keine Orgeln mit pneumatischer Traktur, wie es gegen Ende des 19. Jh. allgemein üblich wurde, sondern blieb bei der Bauweise mit mechanischer Traktur.
1883 heiratete Friedrich Friese III Bertha Conradi (1850–1897), die Tochter des damaligen Schweriner Paulskirchenorganisten Wilhelm Conradi, sie hatten 2 gemeinsame Kinder. Er starb am 13. Januar 1896 in Schwerin. Die Orgelbauwerkstatt Friese in Schwerin übernahm 1896 der Orgelbauer Marcus Runge.

## Werkliste
Friedrich Friese III baute 110 Orgeln, von denen 71 völlig oder annähernd unverändert oder aber auf den Originalzustand zurück restauriert bis heute erhalten sind. Diese Liste beinhaltet alle bekannten Orgelneubauten der Werkstatt. Das Werkverzeichnis stammt von Julius Maßmann und Max Reinhard Jaehn.
Die Größe der Instrumente wird in der fünften Spalte durch die Anzahl der Manuale und die Anzahl der klingenden Register in der sechsten Spalte angezeigt. Ein „P“ steht für ein selbstständiges Pedal, ein „aP“ für ein angehängtes Pedal. Eine Kursivierung zeigt an, dass die betreffende Orgel nicht mehr erhalten ist oder lediglich noch der Prospekt aus der Werkstatt stammt.
| Jahr      | Opus | Ort                     | Kirche                               | Bild | Manuale | Register  | Bemerkungen |
| --------- | ---- | ----------------------- | ------------------------------------ | ---- | ------- | --------- | --- |
| 1846      | 1    | Kirch Mummendorf        | Dorfkirche                           |      | I/aP    | 5 + 1 Tr. | erhalten, Mitwirkung am Neubau der Orgel durch Friese II |
| 1846–1851 | 2    | Diekhof                 | Schlosskapelle                       |      | I/aP    | 4         | nicht erhalten, 1945 zerstört, Mitwrikung am Umbau durch Friese II |
| 1850      | 2a   | Dambeck                 | Dorfkirche Dambeck                   |      | I/aP    | 5         | erhalten, Contract noch mit Friese II, 1965 Reparatur W. Nußbücker, Plau a. See und 2009 Restaurierung durch A. Arnold, Plau am See → Orgel                                                     |
| 1851      | 3    | Pinnow                  | Dorfkirche                           |      | I/P     | 6         | nicht erhalten, 1927 Neubau durch Marcus Runge, 1974 Neubau Nußbücker, 2022 Neubau Wegscheider                                                                                                  |
| 1854      | 3a   | Gägelow                 | Dorfkirche                           |      | I/P     | 5 + 1 Tr. | erhalten, 2002 Restaurierung durch Andreas Arnold |
| 1855      | 4    | Schwerin                | Schlosskirche                        |      | II/P    | 14        | verändert erhalten, 1874 Umbau durch Friese III selbst, 1913 Versetzung nach Groß Trebbow und Umbau durch Marcus Runge.                                                                         |
| 1857      | 5    | Hornstorf               | Dorfkirche                           |      | I/aP    | 5         | nicht erhalten, 1875 Umbau durch Friedrich Mehmel, 1945 zerstört, 1965 wird die Friese III Orgel aus Müsselmow (Opus 87) nach Hornstorf versetzt.                                               |
| 1857      | 6    | Retgendorf              | Dorfkirche                           |      | I/aP    | 6         | verändert erhalten, 1945 Pfeifendiebstahl, 1960 Reparatur Nietschmann, 1995 Reparatur Wolfgang Nußbücker                                                                                        |
| 1858      | 7    | Schwerin                | Schelfkirche (St. Nikolai)           |      | II/P    | 18        | 1932 Umbau durch Marcus Runge auf II/P/33, 1966 Reparatur Nitschmann, 1994 rekonstruierter Neubau von Christian Scheffler mit II/P/21.                                                          |
| 1859      | 8    | Dassow                  | Nikolaikirche                        |      | II/P    | 14        | verändert erhalten, 1967 Umbau durch Wolfgang Nußbücker, 1996 erneuter Umbau durch Neuthor (Kiel), 2024/25 ist eine Restaurierung angestrebt.→ Orgel                                            |
| 1860      | 9    | Bad Doberan             | Münster                              |      | II/P    | 27        | nicht erhalten, 1978 abgerissen, 1980 Neubau Schuke mit III/P/44 |
| 1859      | 10   | Kirch Mulsow            | Dorfkirche                           |      | I/aP    | 5         | verändert erhalten, 1978 Umbau Firma Voigt, 2005 Spielbarmachung Andreas Arnold |
| 1860      | 11   | Holzendorf              | Dorfkirche                           |      | I/aP    | 4         | erhalten, 2006 Reparatur Andreas Arnold |
| 1861      | 12   | Neubukow                | Stadtkirche Neubukow                 |      | II/P    | 15        | erhalten, 2004 Restaurierung Firma Voigt→ Orgel |
| 1861      | 13   | Boitin                  | Dorfkirche                           |      | I/aP    | 4         | verändert erhalten, 1995 nach Alt Schwerin versetzt, dabei verändert durch Wolfgang Nußbücker                                                                                                   |
| 1861      | 14   | Neuhof                  | Dorfkirche                           |      | I/aP    | 5         | erhalten |
| 1861      | 15   | Diedrichshagen          | Dorfkirche                           |      | I/aP    | 8         | erhalten, 2011 Restaurierung durch Andreas Arnold → Orgel |
| 1862      | 16   | Toitenwinkel            | Dorfkirche                           |      | II/P    | 8         | verändert erhalten, 1889 erweitert auf 9 Register, 2000 Restaurierung Mecklenburger Orgelbau → Orgel                                                                                            |
| 1862      | 17   | Benthen                 | Dorfkirche Benthen                   |      | I/aP    | 5         | nicht erhalten, 1974 Einsturz des Dachstuhles im Langhaus, unfachmännische Auslagerung der Orgel, Reste des Pfeifenwerkes im Orgelmuseum erhalten                                               |
| 1863      | 18   | Lancken                 | Dorfkirche                           |      | I/P     | 5         | verändert erhalten, 1930 Umbau durch Marcus Runge, 1992 Restaurierung durch Wolfgang Nußbücker → Orgel                                                                                          |
| 1863      | 19   | Neukloster              | Lehrerseminar                        |      | II/P    | 4         | nicht erhalten, Aufstellung im Betsaal, im 2. Stock des Hauptgebäudes |
| 1864      | 20   | Neukloster              | Lehrerseminar                        |      | I/P     | 2         | nicht erhalten, Aufstellung im Musikzimmer |
| 1864      | 21   | Neukloster              | Klosterkirche St. Maria im Sonnekamp |      | II/P    | 17        | erhalten, 2004/2010 Restaurierung durch Andreas Arnold (jetzt: II/P/18) |
| 1863      | 22   | Hanstorf                | Dorfkirche                           |      | I/aP    | 5         | erhalten, 1992 Generalüberholung durch Wolfgang Nußbücker |
| 1864      | 23   | Granzin                 | Dorfkirche                           |      | I/aP    | 5         | erhalten, 1894 Umdisponierung durch Friese III→ Orgel |
| 1863      | 24   | Suckow                  | Dorfkirche                           |      | I/aP    | 5         | erhalten, Fertigstellung des von Johann Heinrich Runge begonnenen Projektes |
| 1865      | 25   | Börzow                  | Dorfkirche Börzow                    |      | I/P     | 9         | erhalten, 2010 Generalüberholung durch Andreas Arnold |
| 1865      | 26   | Kirch Grambow           | Dorfkirche                           |      | I/aP    | 5         | nicht erhalten, 1979 Neubau mit Friese-Material durch Wolfgang Nußbücker |
| 1864      | 27   | Dierhagen               | Dorfkirche                           |      | I       | 4         | verändert erhalten, die Orgel hat kein Pedal, 1974 Umbau der Orgel |
| 1865      | 28   | Beidendorf              | Dorfkirche                           |      | II/P    | 15        | erhalten, 2012/2013 restauriert → Orgel |
| 1865      | 29   | Vietlübbe bei Gadebusch | Dorfkirche                           |      | I       | 6         | erhalten, kein Pedal |
| 1866      | 30   | Mustin                  | Dorfkirche                           |      | I/aP    | 8         | erhalten, 1977 umgesetzt nach Rendsburg, Dänische Kirche |
| 1867      | 31   | Wiendorf                | Dorfkirche                           |      | I/aP    | 6         | verändert erhalten, 1931 Umbau durch Börger (Pedal 16´), 2011 Restaurierung durch Sauer / Frankfurt Oder.                                                                                       |
| 1867      | 31a  | Elmenhorst              | Dorfkirche                           |      | I/aP    | 5         | erhalten, 1867 für Groß Poserin gebaut aber nicht ausgeliefert. Anschließend im Schweriner Dom aufgestellt, 1871 nach Elmenhorst geliefert                                                      |
| 1869      | 32   | Schwerin                | Paulskirche                          |      | II/P    | 31        | erhalten, nach diversen Umbauten 1999–2002 Restaurierung durch Orgelwerkstatt Wegscheider. |
| 1868      | 33   | Neuburg                 | Dorfkirche                           |      | I/P     | 11        | erhalten, 2005 Reparatur durch Andreas Arnold |
| 1868      | 34   | Passow                  | Dorfkirche                           |      | I/aP    | 6         | erhalten, 2001 Restaurierung durch Schuke (Potsdam). Enthält die einzigen erhaltenen Zinnprospektpfeifen aus der Werkstatt von Friese (III) → Orgel                                             |
| 1868      | 35   | Groß Grenz              | Dorfkirche                           |      | I/aP    | 6         | verändert erhalten |
| 1869      | 36   | Rövershagen             | Dorfkirche                           |      | II/P    | 7         | erhalten, → Orgel |
| 1869      | 37   | Barnin                  | Dorfkirche                           |      | I/aP    | 5 + 1 Tr. | erhalten |
| 1871      | 38   | Warnemünde              | Dorfkirche                           |      | II/P    | 17        | nicht erhalten, 1975 abgerissen |
| 1869      | 39   | Roggenstorf             | Dorfkirche                           |      | I/P     | 6         | verändert erhalten, 1968 Dispositionsänderung Wolfgang Nußbücker |
| 1871      | 40   | Parchim                 | St. Georgen                          |      | II/P    | 25        | erhalten, 2001 Restaurierung durch Christian Wegscheider |
| 1870      | 41   | Biestow                 | Dorfkirche                           |      | II/P    | 11        | erhalten, 2021 Restaurierung durch Christian Wegscheider, von Friese als Opus 37 an der Orgel bezeichnet → Orgel                                                                                |
| 1871      | 42   | Unter Brüz              | Dorfkirche                           |      | I/P     | 5 + 1 Tr. | erhalten, 2011 Restaurierung durch Gottfried Schmidt |
| 1871      | 43   | Boddin                  | Dorfkirche                           |      | I/P     | 10        | erhalten, später um 1 Register erweitert |
| 1872      | 44   | Grevesmühlen            | St. Nikolai                          |      | II/P    | 20        | erhalten, |
| 1872      | 45   | Elmenhorst              | Dorfkirche                           |      | I/aP    | 5         | erhalten, Umbau und neues Gehäuse von Opus 31a |
| 1871      | 46   | Bülow                   | Dorfkirche                           |      | I       | 4         | erhalten, restauriert 2003 durch Andreas Arnold→ Orgel |
| 1872      | 47   | Bibow                   | Dorfkirche Bibow                     |      | I/aP    | 6         | erhalten, restauriert 2004 durch Andreas Arnold |
| 1873      | 48   | Plate                   | Dorfkirche                           |      | I/aP    | 5         | erhalten, restauriert 2011 durch Andreas Arnold |
| 1873      | 49   | Ribnitz                 | Stadtkirche                          |      | II/P    | 27        | nicht erhalten, 1983 Abriss der Orgel aufgrund der Verwahrlosung der Kirche. Im Mecklenburgischen Orgelmuseum in Malchow befindet sich noch der Spieltisch der Orgel samt einiger Registerzüge. |
| 1873      | 50   | Malchow                 | Stadtkirche                          |      | II/P    | 16        | erhalten, 2018 restauriert durch Andreas Arnold und Christian Scheffler mit II/P/18. Beitrag zur Orgel                                                                                          |
| 1874      | 51   | Burow                   | Dorfkirche                           |      | I/P     | 7         | erhalten → Orgel |
| 1874      | 52   | Tarnow                  | Dorfkirche                           |      | I/aP    | 7         | erhalten |
| 1874      | 53   | Leussow                 | Dorfkirche                           |      | II/P    | 13        | erhalten → Orgel |
| 1874      | 54   | Lübsee                  | Dorfkirche                           |      | I/P     | 9         | erhalten |
| 1875      | 55   | Blücher                 | Dorfkirche                           |      | II/P    | 11        | erhalten |
| 1874      | 56   | Kuppentin               | Dorfkirche                           |      | I/P     | 6         | erhalten, 1999 Generalreparatur durch Andreas Arnold → Orgel |
| 1875      | 57   | Wernigerode             | SELK                                 |      | I/aP    | 6         | verändert erhalten (jetzt I/P/7), Orgel |
| 1875      | 58   | Bristow                 | Dorfkirche Bristow                   |      | I/aP    | 5         | erhalten, 2005 und 2014 Rekonstruktion durch A. Arnold, Plau a. See |
| 1876      | 59   | Ludwigslust             | Stadtkirche                          |      | III/P   | 30        | erhalten, 2003 restauriert durch A. Voigt, weitere Arbeiten nötig! → Orgel |
| 1877      | 60   | Bützow                  | Stiftskirche                         |      | II/P    | 28        | erhalten, 1999 durch Christian Wegscheider restauriert → Orgel |
| 1877      | 61   | Malchin                 | Stadtkirche                          |      | II/P    | 28        | erhalten, Prospekt von 1780, 2004 durch Christian Wegscheider restauriert →Orgel |
| 1876      | 62   | Goldberg                | Stadtkirche                          |      | II/P    | 11        | verändert erhalten, 1985 Umbau durch Wolfgang Nußbücker → Beitrag zur Orgel |
| 1878      | 63   | Warin                   | Stiftskirche                         |      | II/P    | 16        | verändert erhalten, 1998 restaurativer Neubau durch Wolfgang Nußbücker |
| 1878      | 64   | Lüssow                  | Dorfkirche                           |      | I/aP    | 4         | erhalten, 1997 Generalüberholung durch Bernd Eberner |
| 1878      | 65   | Jördenstorf             | Dorfkirche                           |      | II/P    | 15        | erhalten, 1978 restauriert durch Gebrüder Voigt, → Orgel |
| 1878      | 66   | Buchholz                | Dorfkirche                           |      | II/P    | 7         | nicht erhalten, 1914 samt Kirche abgebrannt. 1930 Neubau durch Marcus Runge. |
| 1878      | 67   | Remplin                 | Dorfkirche                           |      | I/aP    | 6         | Stark dezimiert erhalten, Mechanik und Gehäuse vorhanden, komplettes Pfeifenwerk fehlt |
| 1879      | 68   | Plau am See             | St. Marien                           |      | II/P    | 18        | nicht erhalten, Reste der Orgel (umgebaute Windladen und Pfeifenwerk) im Neubau von 1980 erhalten.                                                                                              |
| 1879      | 69   | Wöbbelin                | Dorfkirche                           |      | I/aP    | 5         | erhalten, restaurierungsbedürftig |
| 1879      | 70   | Cramon                  | Dorfkirche                           |      | I/aP    | 5         | erhalten, 2013 Restaurierung durch Gottfried Schmidt |
| 1880      | 71   | Alt Bukow               | Dorfkirche                           |      | I/aP    | 7         | erhalten, verändert auf I/P/8, 2000 Generalreparatur durch Andreas Arnold |
| 1881      | 72   | Alt Brenz               | Dorfkirche                           |      | I/P     | 9         | erhalten |
| 1881      | 73   | Schloen                 | Dorfkirche                           |      | I/aP    | 5         | erhalten, 2006 und 2013 renoviert und erweitert durch Andreas Arnold (jetzt: I/P/6) Orgel |
| 1882      | 74   | Vietlübbe bei Lübz      | Dorfkirche                           |      | I/aP    | 6         | erhalten |
| 1882      | 75   | Sülten                  | Dorfkirche                           |      | I/aP    | 6         | nicht erhalten, 1894 durch einen Orkan zerstört |
| 1883      | 76   | Banzkow                 | Dorfkirche                           |      | I/aP    | 6         | erhalten, wurde für die Landesgewerbeausstellung 1883 gebaut und später nach Banzkow verkauft.                                                                                                  |
| 1883      | 77   | Schwerin                | Fridericianum                        |      | I/aP    | 5         | nicht erhalten, 1936 durch Brand zerstört |
| 1883      | 78   | Schwerin                | Theater                              |      | I       | 6         | verändert erhalten, 1888 umgebaut durch Mehmel, 2006 restauriert durch Andreas Arnold |
| 1883      | 79   | Kölzow                  | Dorfkirche                           |      | I/aP    | 5         | erhalten |
| 1884      | 80   | Wamckow                 | Dorfkirche                           |      | I/aP    | 6         | erhalten, 2003 Restaurierung durch Andreas Arnold |
| 1884      | 81   | Barkow                  | Dorfkirche                           |      | I/aP    | 5         | erhalten, 2004 Einsturz der Kirche, 2007 restauriert und erweitert durch Andreas Arnold (jetzt: I/P/6) Orgel                                                                                    |
| 1885      | 82   | Schwerin                | Realgymnasium                        |      | I/aP    | 4         | nicht erhalten, zwischen 1949 und 1955 beseitigt |
| 1885      | 83   | Grabow                  | Stadtkirche                          |      | II/P    | 25        | erhalten, 2015 restauriert durch Andreas Arnold |
| 1885      | 84   | Hohen Demzin            | Dorfkirche                           |      | II/aP   | 5         | stark verändert erhalten, Umbau um 1900 durch Börger auf II/P/8 |
| 1885      | 85   | Alt Meteln              | Dorfkirche                           |      | I/aP    | 5         | erhalten, 2012 Restaurierung durch Johann-Gottfried Schmidt |
| 1885      | 86   | Groß Laasch             | Dorfkirche                           |      | I/aP    | 6         | erhalten, 2006 Generalreparatur durch Andreas Arnold |
| 1886      | 87   | Müsselmow               | Dorfkirche                           |      | I/aP    | 5         | erhalten, 1951 nach Wismar, neue Kirche umgesetzt, 1965 nach Hornstorf umgesetzt, 1990 Umbau → Orgel                                                                                            |
| 1886      | 88   | Ritzerow                | Dorfkirche                           |      | I/aP    | 5         | erhalten |
| 1887      | 89   | Broock                  | Dorfkirche                           |      | I/aP    | 5         | erhalten, 2012 restauriert durch Andreas Arnold |
| 1887      | 90   | Sadelkow                | Dorfkirche                           |      | I/aP    | 6         | erhalten |
| 1887      | 91   | Demen                   | Dorfkirche                           |      | I/aP    | 7         | erhalten |
| 1887      | 92   | Althof                  | Dorfkirche                           |      | I/aP    | 5         | erhalten |
| 1888      | 93   | Conow                   | Dorfkirche                           |      | I/P     | 8         | verändert erhalten, 1961 Umdisponierung durch Jehmlich |
| 1888      | 94   | Carlow                  | Dorfkirche                           |      | II/P    | 14        | erhalten, 2015 neue Prospektpfeifen durch Orgelbau-Schuke eingebaut, leider mit ahistorischen Verlauf!                                                                                          |
| 1888      | 95   | Schwerin                | Dom                                  |      | I/aP    | 5         | nicht erhalten, Interimsorgel bei Neubau des Kirchturmes, 1893 in das Parchimer Gymnasium versetzt, dort nach 1949 beseitigt                                                                    |
| 1888      | 96   | Groß Godems             | Dorfkirche                           |      | I/aP    | 4         | verändert erhalten 1970 Umdisponierung durch Wolfgang Nußbücker |
| 1889      | 97   | Karrenzin               | Dorfkirche                           |      | I/P     | 5         | erhalten, seit 1970 abgebaut im Pfarrhaus eingelagert |
| 1889      | 98   | Lüdershagen             | Dorfkirche                           |      | I/aP    | 6         | erhalten, 1997 Reparatur durch Wolfgang Nußbücker |
| 1890      | 99   | Rühn                    | Klosterkirche                        |      | I/P     | 9         | erhalten, 1999 restauriert durch Andrea Arnold mit ahistorischen Labienverlauf der Prospektpfeifen!                                                                                             |
| 1890      | 100  | Malchow                 | Klosterkirche                        |      | II/P    | 14        | erhalten, 2004 wurden neue Prospektpfeifen eingesetzt, Orgel |
| 1890      | 101  | Parchim                 | St. Marien                           |      | II/P    | 16        | nicht erhalten, Pfeifenwerk teilweise im Neubau von 1908 erhalten. |
| 1890      | 102  | Nostorf                 | Dorfkirche                           |      | I/aP    | 4         | verändert erhalten, 1907 Erweiterung der Orgel um drei Register auf (I/P/7) ausgeführt von Marcus Runge.                                                                                        |
| 1891      | 103  | Krakow am See           | Stadtkirche                          |      | II/P    | 10        | verändert erhalten, 1994 Umbau auf II/P/12 |
| 1892      | 104  | Boizenburg              | St. Marien                           |      | II/P    | 19        | erhalten, 2019 restauriert durch Reinalt Klein → Orgel |
| 1892      | 105  | Tempzin                 | Klosterkirche                        |      | I/aP    | 6         | erhalten |
| 1892      | 106  | Thürkow                 | Dorfkirche                           |      | I/aP    | 4         | nicht erhalten, 1945 zerstört |
| 1893      | 107  | Goldebee                | Dorfkirche                           |      | I/aP    | 6         | nicht erhalten, 1900 in Goldebee aufgestellt, 1966 zerstört, Reste 1990 abgetragen |
| 1893      | 108  | Marsow                  | Dorfkirche                           |      | I/aP    | 6         | erhalten, von 1900 bis 1912 im Herrenhaus Tessin genutzt, seit 1912 in der Marsower Dorfkirche aufgestellt, vorn Runge 1912 auf I/P/7 erweitert, 2013 restauriert durch Gottfried Schmidt       |
| 1894      | 109  | Uelitz                  | Dorfkirche                           |      | I/P     | 8         | erhalten |
| 1894      | 110  | Sülten                  | Dorfkirche                           |      | I/aP    | 6         | erhalten, Ersatz für Opus 84, welches durch einen Orkan zerstört wurde, Orgel wurde von Friese begonnen und 1897 durch Runge in Sülten aufgestellt                                              |